# Скалица (район)
Район Скалица (словац. Okres Skalica) — район Трнавского края Словакии. Граничит с Чехией.

## Население
| Год:                | 1994   | 2004    | 2014    | 2024    |
| ------------------- | ------ | ------- | ------- | ------- |
| Количество человек: | 46 384 | 47 134  | 46 934  | 46 764  |
| Разница:            |        | +1,61 % | −0,42 % | −0,36 % |

### Статистические данные (2001)
Национальный состав:
- Словаки — 95,7 %
- Чехи — 2,6 %
- Цыгане — 0,7 %

Конфессиональный состав:
- Католики — 76,4 %
- Лютеране — 4,6 %